# Paulina Pawlak
Paulina Agnieszka Pawlak, coniugata Madej (Łódź, 1º luglio 1984), è un'ex cestista polacca.

## Carriera
Con la Polonia ha disputato tre edizioni dei Campionati europei (2009, 2011, 2015).